# Ferrières-sur-Sichon
 Ferrières-sur-Sichon  là một xã ở tỉnh Allier thuộc miền trung nước Pháp.